# Тахт-е Солейман

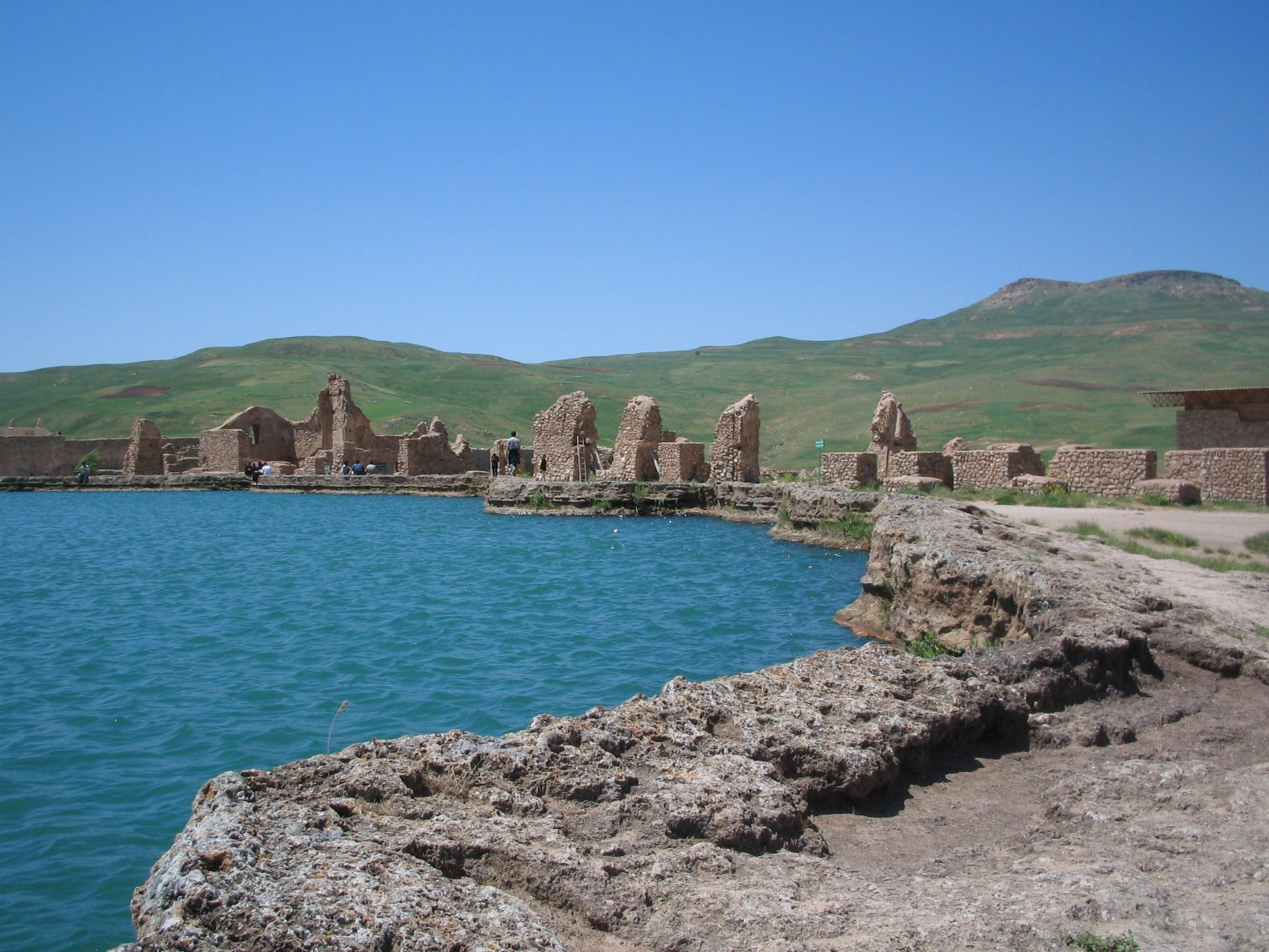
Вулканическое озеро

Техт-е Солейман (перс. تخت سلیمان, «Трон Соломона») — группа развалин Сасанидской эпохи вокруг заполненной водой кальдеры древнего вулкана близ города Текаб на северо-западе Ирана (провинция Западный Азербайджан). В 2003 г. объявлена ЮНЕСКО памятником Всемирного наследия.
Во времена Сасанидов представлял собой один из важнейших храмовых комплексов зороастрийской религии — великий огонь Адур-Гушнасп (перс. آذرگُشنَسب), покровительствующий артештар, воинскому сословию Сасанидского Ирана. К поклонению огню предрасполагало расположение храма в районе вулканической активности. В состав комплекса входил также храм богини Анахиты.
После арабского завоевания храм был переименован в «трон Соломона» (нынешнее название). Красивая легенда о том, что под водами вулканического озера царь и пророк Соломон запер бесов, спасла языческое, по представлениям мусульман, святилище от полного разрушения. Ильханы выстроили на этом месте одну из своих загородных резиденций.

## Галерея

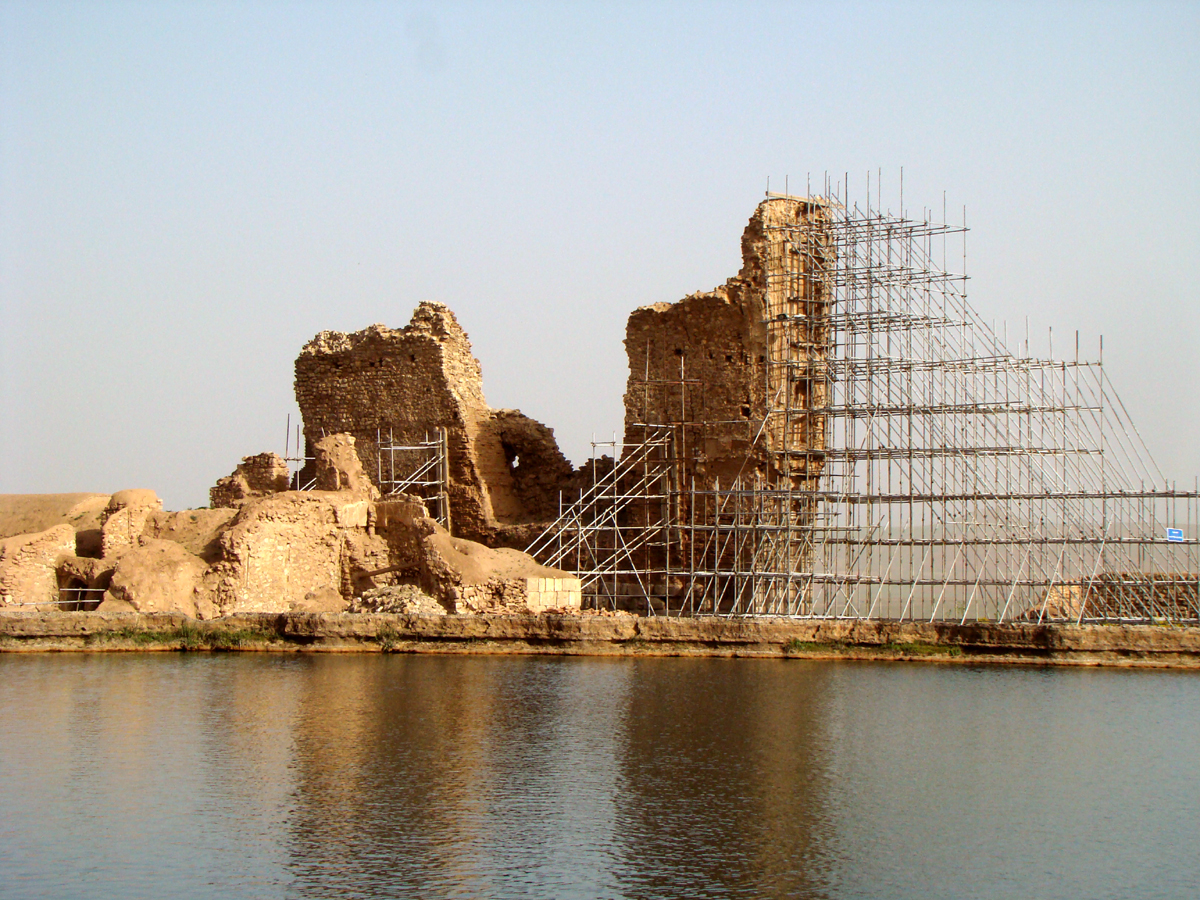
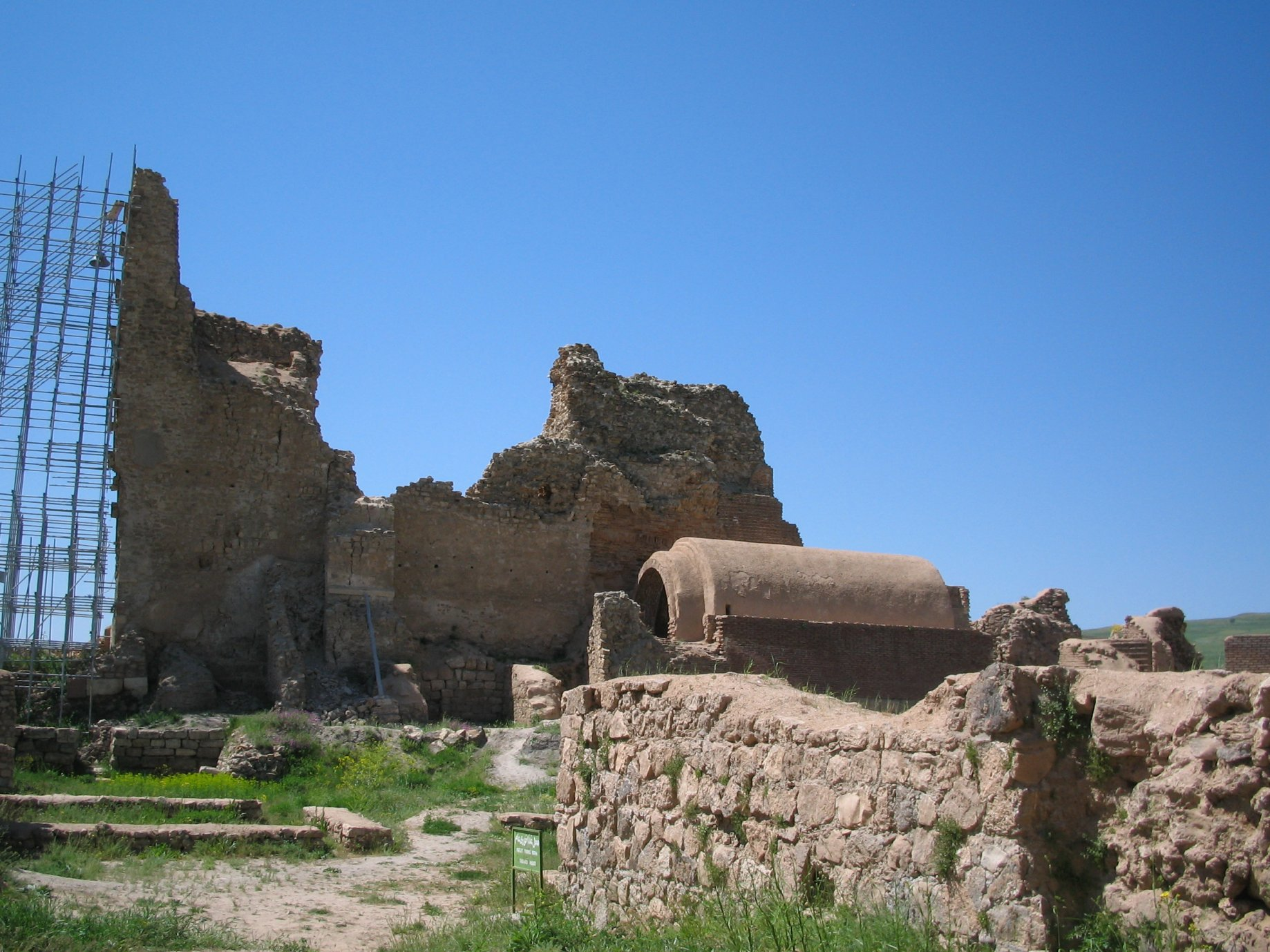
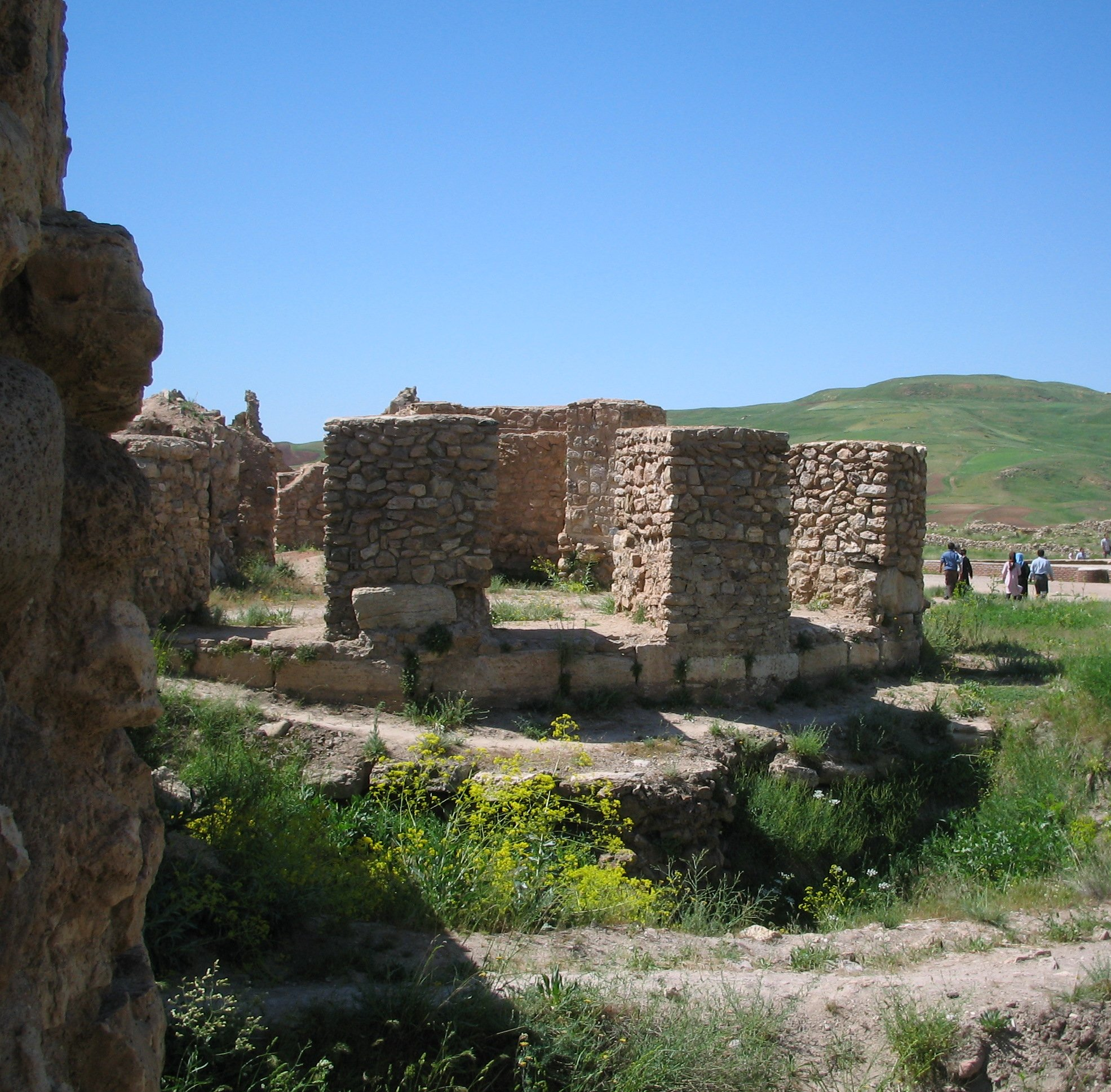
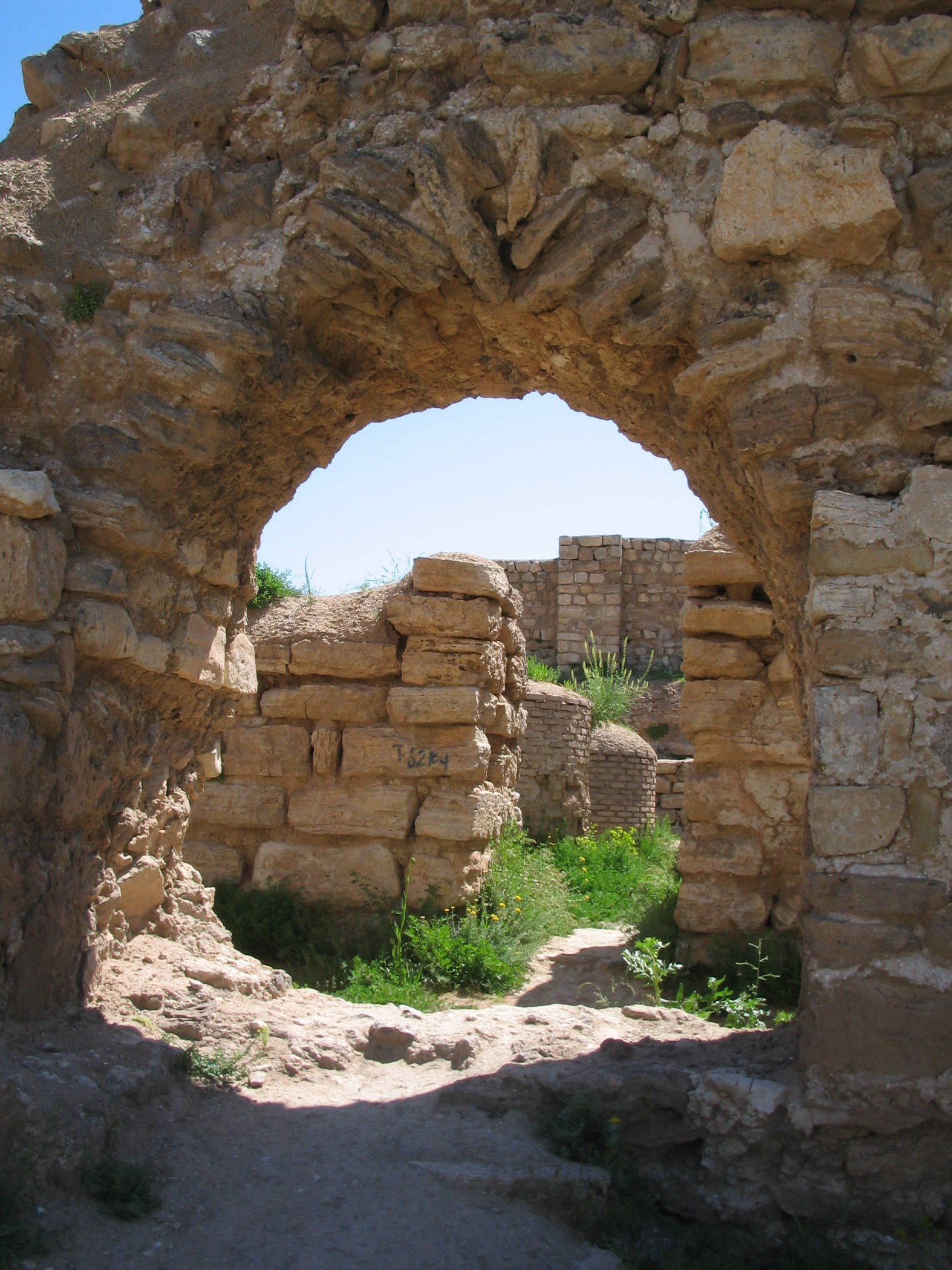
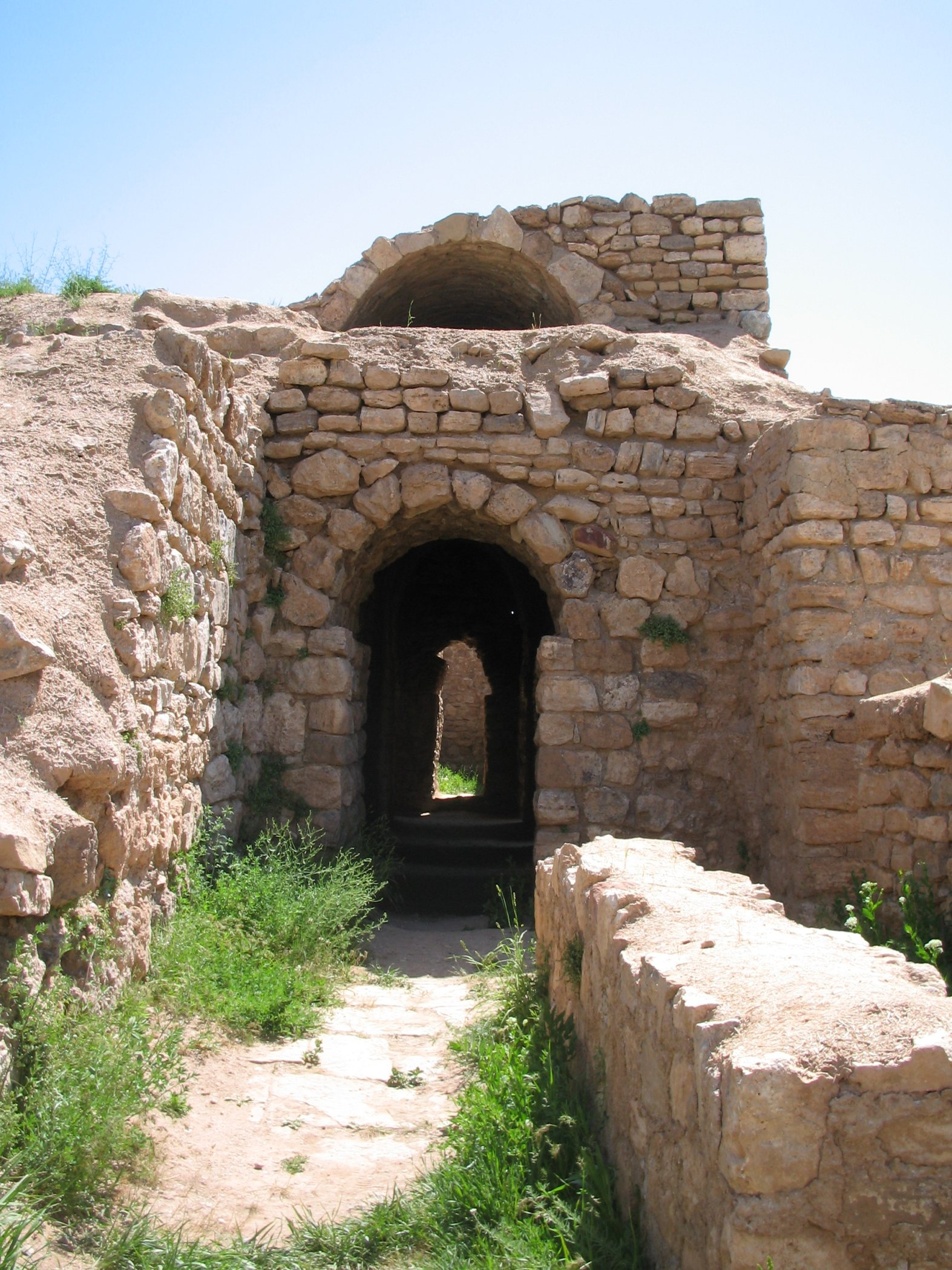
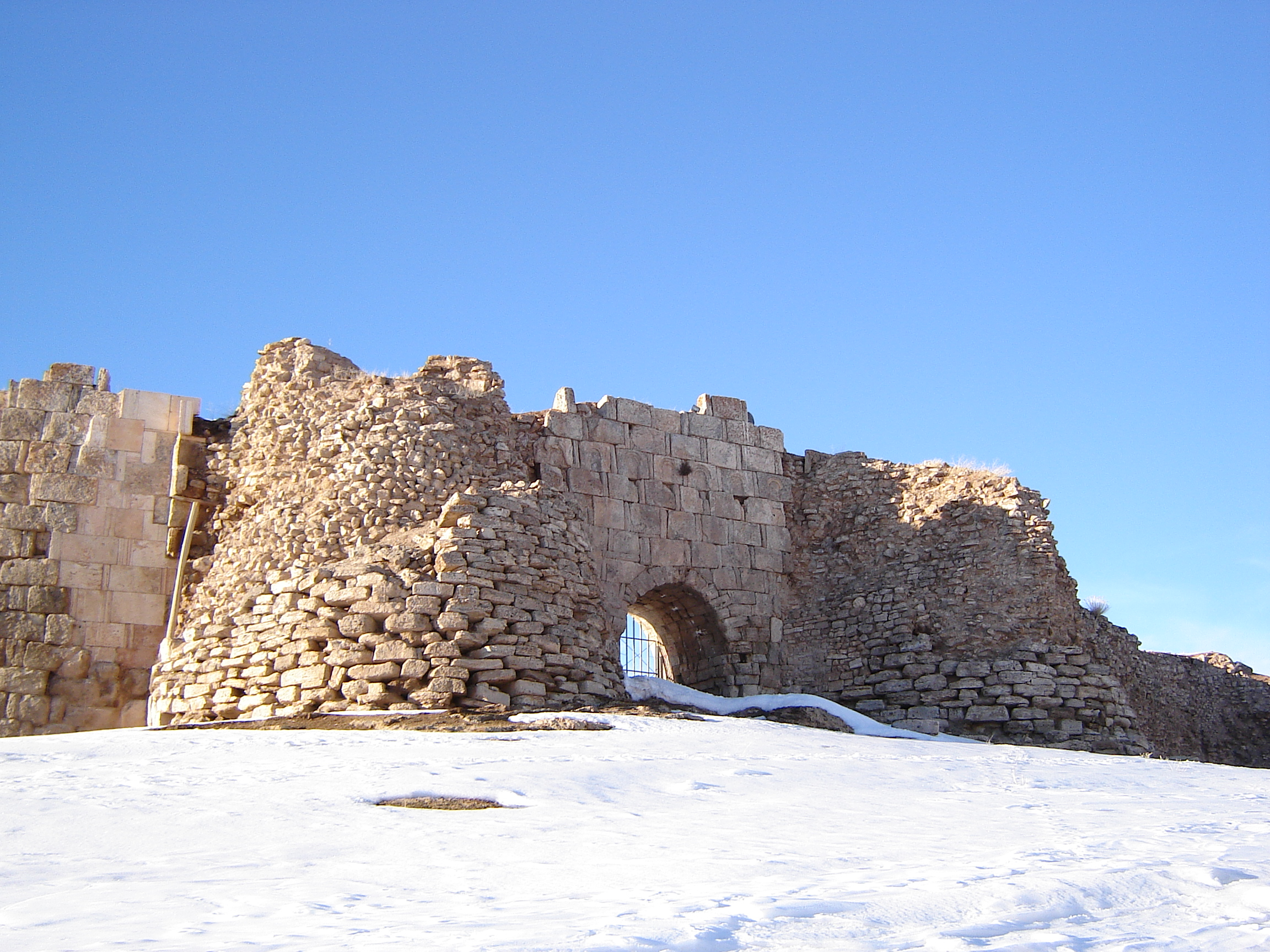
Руины ворот Тахт-е Солейман